# Métaarsénite de cuivre(II)
Pour les articles homonymes, voir Arsénite de cuivre.
Le métaarsénite de cuivre(II) est le sel de cuivre de valence II et de l'acide métaarsénieux, O=As-OH.